# Cyclea laxiflora
Cyclea laxiflora är en tvåhjärtbladig växtart som beskrevs av John Miers. Cyclea laxiflora ingår i släktet Cyclea och familjen Menispermaceae. Inga underarter finns listade i Catalogue of Life.